# Jaime Bestard
Jaime Bestard (1892-1965) fue un pintor y docente paraguayo.

## Infancia y juventud
Bachiller por el Colegio Nacional de la Capital, apenas recibido se dedicó de lleno a su gran pasión: el dibujo y la pintura.
En 1920 dio a conocer sus primeros trabajos y en 1922 viajó a Buenos Aires para estudiar y perfeccionar su técnica. 
Posteriormente se estableció en Francia, específicamente en París, donde permaneció por espacio de nueve años. Regresó al Paraguay hacia 1933.

## Primeros pasos
Junto a su contemporáneo y también gran artista plástico, Julián de la Herrería, fundó el “Salón de Primavera” del Ateneo Paraguayo. Este encuentro anual se convirtió en una de las exposiciones más importantes por aquellos años.
Escribe Josefina Plá -esposa y compañera de la Herrería- acerca de Bestard: “Desde el año 1933 hasta su muerte trabajó intensamente. Aunque no desdeñó el retrato y pintó algunos buenos, sus preferencias parecen haber ido hacia el paisaje. Los pintados entre 1933 y 1946 forman una serie notablemente unitaria que el artista intituló genéricamente “patios” y que figuran, muchos de ellos, entre lo mejor de nuestra pintura. Bestard permanece fiel a su fórmula post-impresionista hasta después de 1953, cuando, inducido seguramente por las corrientes renovadoras que se hacían sentir a todos los niveles del arte nacional, viró hacia formas más actuales, simplificando líneas y volúmenes, en busca de una fórmula propia. Más tarde realizó a la acuarela o témpera una serie de apuntes, sobre todo algunos de reducido tamaño, variaciones del tema “payaso”, en los cuales puso de relieve una vena irónica inédita hasta entonces en su pintura y poco frecuente en nuestra plástica... Los paisajes de Bestard son de lo mejor producido por nuestra pintura. También realizó algunos buenos retratos, en su primer modo post-impresionista espontáneo y de jugosa factura...”
Por su parte, Ticio Escobar nos cuenta del artista a poco de su regreso de Europa: “...Bestard trajo una técnica sólida, disciplina compositiva y vagas inquietudes renovadoras que nunca terminó de asumir. Esta equivocidad corresponde al momento de transición entre las formas tradicionales y las nuevas. Por eso su obra está cargada de cierta ambigüedad; tan pronto se apoya en recursos naturalistas, como se organiza desde los propios elementos pictóricos; tanto cuestiona la incorporación de las formas contemporáneas como se alimenta de ellas. En cuanto mediador es, pues, una figura contradictoria: en el momento en que se planteó conscientemente la necesidad del advenimiento de formas expresivas nuevas asumió una actitud marcadamente reaccionaria, aunque el desarrollo de su trabajo estaba en gran parte dirigido en el sentido de las nuevas fuerzas...” Y agrega: “La contemporaneidad de Bestard se desarrolla, pues, esencialmente acá -en el Paraguay-, aún sobre la base de experiencias dadas en Europa...”

## Obras
Además de los múltiples “patios” y “paisajes” y de los bocetos de pequeño formato, cabe la mención de algunos óleos como “La danza de la botella”, “La intimación al gobernador Velazco” y “La entrada de Fulgencio Yegros”.
Participó de innumerables exposiciones individuales en Asunción y en Buenos Aires, a más de sus muestras colectivas en París, en la Bienal de São Paulo, y en la exposición Hispanoamericana de Barcelona.
Se dedicó a la docencia -enseñando Dibujo en varios Colegios de Asunción- y a la producción teatral; entre sus obras dramáticas se cuentan “Arévalo” y “Los gorriones de la loma”, representadas con gran éxito.
Falleció el 28 de julio de 1965.